# The Scapegoat
|  | Aquest article tracta sobre la pel·lícula de 1959. Si cerqueu la de 2012, vegeu «The Scapegoat (pel·lícula de 2012)». |

 The Scapegoat és una pel·lícula britànica dirigida per Robert Hamer, estrenada el 1959. Es tracta d'una adaptació de la novel·la homònima de Daphne du Maurier.

## Argument
L'anglès John Barratt visita França. Passejant-se als carrers de Le Mans, es creua amb el seu sòsia. La semblança entre els dos homes és tan extraordinària que passen junts una vesprada ben regada.
L'endemà matí, Barratt es desperta desil·lusionat en una cambra d'hotel, i es troba que ha estat desposseït de la seva roba i de la seva identitat. Ha esdevingut el seu sòsia: el Comte Jean de Gué. La seva història és tan inversemblant que ningú no vol creure-hi. Barratt es coneix obligat a viure la vida d'un altre, una vida que li reserva algunes sorpreses...

## Repartiment
- Alec Guinness: John Barratt / Comte Jean de Gué
- Bette Davis: comtesse de Gué
- Nicole Maurey: Bela de Gué
- Irene Worth: Françoise
- Pamela Brown: Blanche
- Geoffrey Keen: Gaston
- Annabel Bartlett: Marie-Noël
- Noel Howlett: Dr Aloin
- Alan Webb: l'inspector de policia

## Producció
Segons Robert Osborne de Turner Classic Movies, l'elecció original per a Barratt / De Gué va ser Cary Grant, però Daphne du Maurier insistia en Guinness perquè li recordava el seu pare, l'actor Gerald du Maurier.

## Critiques
| « | Les seqüències que posen en escena els dos protagonistes i sòsies són laborioses i maldestres. L'escena final sola ens els ensenyarà enquadrats junts, sens dubte intencionalment. Sempre emocionant Alec Guinness, sembla molest per aquesta estrafolària història. A Bette Davis en un paper episòdic no li falta grandesa. | » |